# Roger Barthe
Roger Barthe (* 1911 in Magalas; † 1981 in Montpellier) war ein französischer Hispanist, Okzitanist, Romanist und Lexikograf.

## Leben
Roger Barthe, Sohn des okzitanischen Dichters Émile Barthe (1874–1939), bestand 1943 die Agrégation in Spanisch, wurde aber dann Direktor einer Versicherungsgesellschaft. Er engagierte sich im Félibrige, wo er ab 1965 Majoral (Senator) war, und fertigte erfolgreiche Wörterbücher des Okzitanischen an.
Barthe war aktiver Befürworter des politischen Zusammenschlusses der romanischen Länder von Rumänien bis Südamerika. Diese sog. „idée latine“, die im 19. Jahrhundert bereits von Alphonse Roque-Ferrier und Charles de Tourtoulon vertreten wurde, veranlasste ihn zur Herausgabe des Bulletin de liaison de l'Action latine 1–14, 1954–1955, der Annales de l'idée latine, 1960–1963, sowie vor allem (von 1954 bis 1968) der 1950 von Pierre Vergnes und Jean Sastre begründeten Zeitschrift La France latine. Organe mensuel de l'Association des intellectuels du Massif central et de l'Association des intellectuels occitans Pays d'Oc-Union latine. Lettres, Arts, Sciences, Tourisme, Régionalisme, Amicalisme. Aquitaine, Auvergne, Dauphiné, Languedoc, Limousin, Provence, Roussillon, Pays latins (Nachfolger: René Méjean und Suzanne Thiolier-Méjean), die noch heute existiert und unter dem Titel La France latine – Revue d’études d’oc als Kultur- und Forschungsforum für das Okzitanische an der Universität Rennes von Philippe Blanchet herausgegeben wird.

## Werke
- L'idée latine, 2 Bde., Toulouse 1950–1952; 1962 (in 1 Bd.)
- Dictionnaire de l'assurance et de la réassurance, Paris 1965
- Une Supernation nécessaire, Paris 1966
- Lexique français-occitan, Paris 1970 (203 Seiten), 1973, Toulouse 1984, 1987
- Lexique occitan-français, Paris 1972 (238 Seiten); Montpellier 1980 (375 Seiten); Toulouse/Montpellier 1988
- Pròsas de tota mena, Paris 1979 (Sammelschrift)